# Fort Thompson
Fort Thompson és una concentració de població designada pel cens dels Estats Units a l'estat de Dakota del Sud. Segons el cens del 2000 tenia 1.375 habitants.

## Demografia
Segons el cens del 2000, Fort Thompson tenia 1.375 habitants, 325 habitatges, i 265 famílies. La densitat de població era de 51,5 habitants per km².
Dels 325 habitatges en un 52,9% hi vivien nens de menys de 18 anys, en un 28% hi vivien parelles casades, en un 39,1% dones solteres, i en un 18,2% no eren unitats familiars. En el 13,8% dels habitatges hi vivien persones soles el 4,9% de les quals corresponia a persones de 65 anys o més que vivien soles. El nombre mitjà de persones vivint en cada habitatge era de 4,18 i el nombre mitjà de persones que vivien en cada família era de 4,54.
Per edats la població es repartia de la següent manera: un 45% tenia menys de 18 anys, un 11,5% entre 18 i 24, un 24,9% entre 25 i 44, un 14% de 45 a 60 i un 4,7% 65 anys o més.
L'edat mediana era de 20 anys. Per cada 100 dones de 18 o més anys hi havia 95,3 homes.
La renda mediana per habitatge era de 9.191 $ i la renda mediana per família de 9.191 $. Els homes tenien una renda mediana de 19.375 $ mentre que les dones 18.750 $. La renda per capita de la població era de 4.030 $. Entorn del 64% de les famílies i el 64,6% de la població estaven per davall del llindar de pobresa.

## Poblacions més properes
El següent diagrama mostra les poblacions més properes.